# Franklin (comté de Merced, Californie)
Franklin est une census-designated place du comté de Merced, dans l'État de Californie, aux États-Unis,. En 2020, elle compte une population de 6 919 habitants.